# Транспондер

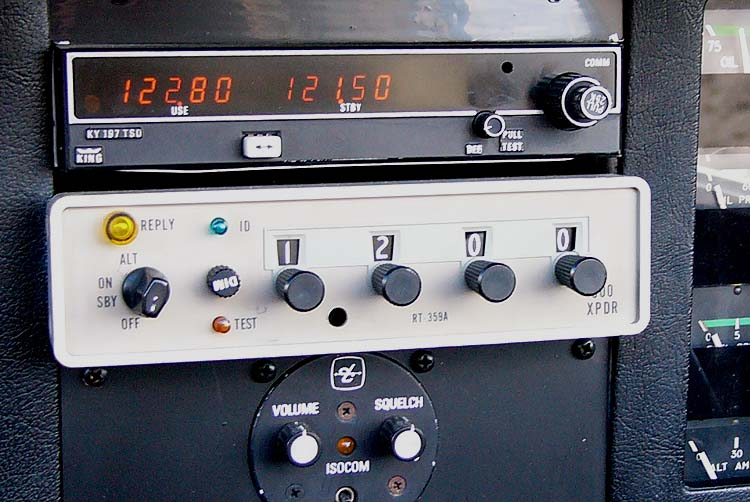
Транспондерний блок Цессна ARC RT-359A (світлого кольору), вище — ультракороткохвильове радіо.

Транспо́ндер (англ. transponder від transmitter-responder передавач-відповідач) — це приймально-передавальний пристрій, що надсилає сигнал у відповідь на прийнятий сигнал, наприклад: автоматичний пристрій, що приймає, підсилює і передає далі сигнал на іншій частоті; автоматичний пристрій, що передає заздалегідь задане повідомлення у відповідь на певний прийнятий сигнал; приймач-передавач, що завжди створює сигнал у відповідь на правильний електронний запит.
Транспондер, виконаний у вигляді мікросхеми, що має в своєму складі приймач, передавач і блок пам'яті для збереження коду, знаходиться в скляній або керамічній оболонці разом з багатовитковою антеною.

## Приклади використання

### Ідентифікація тварин
Транспондер — це засіб для ідентифікації тварин, об'єктів і навіть людей, де зчитування даних відбувається безконтактним способом. Транспондер можна використовувати як пусковий механізм для машин, наприклад кормових автоматів, які розподіляють порції у залежності від ідентифікаційного номера тварини.
Зокрема, супутникові канали зв'язку називаються транспондерами, оскільки це звичайно приймач (трансивер) або повторювач.
При використанні цифрового стиснення і мультиплексування сигналів, декілька звукових і відеопотоків можуть передаватися через один транспондер на одній і тій же частоті. Спочатку аналогові відеосигнали передавалися по одному каналу на транспондер — з піднесучими частотами для звукових доріжок і сервісу автоматичної ідентифікації передачі (англ. ATIS).

#### Номер транспондера для ідентифікації тварин
Відповідно до норм ISO 11784 номер транспондера для ідентифікації тварин складається з 15-ти цифр, перші 3 з яких є кодом країни або кодом виробника.
Для того, щоб забезпечити найбільшу ефективність ідентифікації провідні світові виробники транспондерів підписали угоду про правила використання кодів «Code of conduct»
Відповідно до цієї угоди, код країни в номері транспондера використовується тільки в тому випадку, якщо реєстрація тварин в даній країні регулюється державою, тобто якщо в країні є офіційний орган, який стежить за всіма номерами, які використовуються для реєстрації.
Без цього транспондери з кодом країни просто не мають сенсу і навіть можуть принести істотну шкоду тому що ніхто не може гарантувати, що всі виробники транспондерів завжди будуть узгоджувати коди, які вони використовують. Тобто якщо в країні з'явиться кілька фірм, які роблять транспондери з кодом України, не погоджуючи один з одним, які номери випускаються, то на ринок можуть потрапити транспондери з однаковими номерами, що позбавить ідентифікацію тварин всякого сенсу.
У випадку, якщо офіційний контроль за номерами відсутній, транспондери виробляються з кодом виробника і вже виробник гарантує правильність і неповторність номерів і можливість трекінгу — тобто у виробника існує своя база даних в яку занесено всі виготовлені ним транспондери, і всі їх переміщення від їх виготовлення до їх продажу партнерам компанії. А партнери, в свою чергу, зобов'язані мати інформацію про те, куди транспондери були спрямовані далі. Такі трансподери називають трекінг-транспондерами (tracking-transponders).
У світі досі чимало випадків, коли знайдена тварина має транспондер, який ніде не зареєстровано. У цьому випадку все залежить від сумлінності виробника транспондера. Якщо знайдено тварину, яка має транспондер з кодом виробника, то, вписавши номер транспондера в пошуковій системі в інтернеті, відразу ж можна дізнатися, де цей транспондер був виготовлений і зв'язатися з цією компанією, де повідомлять, кому його було продано. Після того буде знайдено ветеринара, який зробив ін'єкцію транспондера. Оскільки кожен ветеринар веде облік своїх пацієнтів, то шанси повернути тварину господареві в такому разі істотно зростають.

### Інше
Гідролокаційні транспондери працюють під водою і використовуються для вимірювання дистанції до об'єктів.
Також транспондери використовуються в технології, що набирає останнім часом популярності — RFID.

### Система ідентифікації «свій-чужий»
Інший приклад використання транспондерів — система ідентифікації «свій-чужий».

### Авіаційний бортовий відповідач
Бортовий відповідач — різновид транспондера, встановлений на повітряних суднах, який автоматично відповідає на радіозапити від наземних радарів. Він допомагає диспетчерам повітряного руху ідентифікувати літаки на екрані радара, а також є ключовим компонентом систем попередження зіткнень (TCAS).

#### Принцип роботи
Вторинна радіолокація (SSR) працює шляхом передачі запиту з наземного радара на частоті 1030 МГц. У відповідь бортовий відповідач передає сигнал на частоті 1090 МГц, який зазвичай включає чотиризначний вісімковий код (squawk code) та барометричну висоту.
Пілот отримує від диспетчера вказівку встановити конкретний код, наприклад: «Cessna 123AB, встановіть код 0363». Після цього відмітка літака на екрані радара асоціюється з відповідним радіозв’язком.

#### Ідентифікація (IDENT)
На відповідачах передбачена кнопка IDENT, яка активує спеціальний сигнал для миттєвої візуальної ідентифікації літака на екрані радара. Це використовується диспетчером для швидкого виявлення літака серед інших повітряних суден.

#### Коди відповідача
Коди транспондера складаються з чотирьох цифр (від 0 до 7), що дозволяє до 4096 унікальних комбінацій. Найпоширеніші:
- 1200 — стандартний код для польоту за візуальними правилами (VFR) у США та Канаді.
- 7000 — VFR у більшості країн Європи.
- 7500 — захоплення літака[2].
- 7600 — втрата радіозв’язку[2].
- 7700 — загальна надзвичайна ситуація[2].

Слово «squawk» (букв. «крякання») походить з Другої світової війни з кодової назви системи розпізнавання «свій-чужий» — «Parrot».

#### Регламент використання
У деяких регіонах, наприклад у США, обов’язково вимагається використання відповідачів з передачею висоти (режим C) або розширеним функціоналом (режим S), особливо поблизу завантажених аеропортів (так звана «зона Mode C»).
Відповідачі режиму S можуть передавати координати та швидкість, отримані з GPS, з точністю до 25 футів. Вони також сумісні з TCAS, що підвищує безпеку польотів у повітряному просторі з інтенсивним рухом.

#### Відомі інциденти
- Рейс Aeroméxico 498 — один з літаків не мав режиму C.
- Рейс Iran Air 655 — помилкова ідентифікація на основі коду відповідача.
- Рейс Proteus Airlines 706 — відповідач був вимкнений.
- Рейс Gol 1907 — випадково вимкнений транспондер став причиною зіткнення.